# Uttaroavvioaivi
Uttaroavvioaivi är en kulle i Finland. Den ligger i Utsjoki kommun i landskapet Lappland, i den norra delen av landet, 1 100 km norr om huvudstaden Helsingfors. Toppen på Uttaroavvioaivi är 320 meter över havet.
Terrängen runt Uttaroavvioaivi är platt västerut, men österut är den kuperad. Terrängen runt Uttaroavvioaivi sluttar österut. Trakten runt Uttaroavvioaivi är nära nog obefolkad, med mindre än två invånare per kvadratkilometer. Närmaste större samhälle är Utsjoki by, 12,1 km nordost om Uttaroavvioaivi. Omgivningarna runt Uttaroavvioaivi är i huvudsak ett öppet busklandskap.